# Golestānak
Golestānak (persiska: گُلِستانَك, گُلِستان, گلستانک, Golestān) är en ort i Iran.   Den ligger i provinsen Lorestan, i den västra delen av landet, 400 km sydväst om huvudstaden Teheran. Golestānak ligger 1 636 meter över havet och antalet invånare är 138.
Terrängen runt Golestānak är huvudsakligen kuperad. Golestānak ligger nere i en dal. Runt Golestānak är det ganska tätbefolkat, med 56 invånare per kvadratkilometer. Närmaste större samhälle är Kahrīz, 2,5 km norr om Golestānak. Omgivningarna runt Golestānak är i huvudsak ett öppet busklandskap.